# Envia
Envia is een geslacht van spinnen uit de familie Microstigmatidae.

## Soorten
Het geslacht kent de volgende soort:
- Envia garciai Ott & Höfer, 2003